# Гелиля Бекеле
Гелиля Бекеле (на английски: Gelila Bekele) е етиопски модел, хуманитарна и социална активистка.

## Биография
Гелиля Бекеле е родена на 4 септември 1986 година в град Адис Абеба, Етиопия. Още като малка се премества със семейството си в Европа, а след това в САЩ. Забелязана е от рекламно лице, след което подписва договор с Ford Models.